# Jean-Claude-Luc Michoud
Pour les articles homonymes, voir Michoud.
Jean-Claude-Luc Michoud (23 septembre 1781, Brangues - 13 mars 1828, Brangues), est un magistrat et homme politique français.

## Biographie
Fils de Luc Michoud, il fit sa carrière dans la magistrature. Conseiller à la cour de Grenoble, il présida notamment la cour d'assises de la Drôme, où furent jugés quelques fauteurs de la terreur blanche dans le Midi, et demanda énergiquement leur condamnation : « N'oubliez pas, messieurs les jurés, dit-il dans son résumé, que, sous quelque bannière qu'il soit, le crime doit être puni. » 
D'abord conseiller auditeur à la cour d'appel de Grenoble, il fut nommé conseiller à la même cour en 1811. Il le resta jusque son décès. 
Ami de Stendhal dont il fut le condisciple à l'École Centrale de Grenoble (aujourd'hui Lycée Stendhal), il donna matière à l'auteur pour écrire Le Rouge et le Noir, dont l'histoire s'inspire en partie de l'affaire Berthet. Antoine Berthet, précepteur des enfants Michoud de La Tour, fut reconnu coupable d'une tentative de meurtre sur la mère de ses élèves.   
Brièvement nommé conseiller municipal de Grenoble en 1815, il fut plus tard élu pour la commune de Voreppe. Il fut élu, le 16 novembre 1827, député du 3e arrondissement électoral de l'Isère, face à Emmanuel de Quinsonas. Il prit place au centre gauche sur l'échiquier politique mais ne siégea jamais à l'Assemblée nationale. Il mourut de la fièvre typhoïde peu après l'ouverture de la session parlementaire et fut remplacé par Achille Louis de Meffray de Césarges.
Il est le grand-père de Léon Michoud, professeur de droit et correspondant de l'Institut de France.